# Robin les foies
Robin les foies est une bande dessinée humoristique de Claire Bretécher dont les quatre histoires ont été publiées dans l'hebdomadaire belge pour la jeunesse Spirou entre août 1969 et juillet 1971. La première histoire a été publiée sous le titre Robin des foies. 
Robin les foies est un détective chargé de défendre ou sauver un roi riche mais particulièrement radin. Dans cette bande dessinée, Bretécher multiplie les anachronismes humoristiques.
Bretécher propose cette série à Spirou en 1967 mais celle-ci n'est publiée qu'à partir d'août 1969, après la diffusion d'autres séries de Bretécher (Les Gnangnan et Les Naufragés) et deux mois après les débuts dans Pilote d'une autre série de Bretécher située dans un Moyen Âge de parodie, Cellulite. Robin des foies a été incluse en 2006 dans la compilation d'œuvres de jeunesse de Bretécher Décollage délicat publiée par Glénat.

## Liste des histoires[1]
| Titre                                | Première publication              | Pages |
| ------------------------------------ | --------------------------------- | ----- |
| La Geste héroïque de Robin les foies | Spirou no 1635 (14 août 1969)     | 6     |
| Le Pâté n’est pas au point           | Spirou no 1663 (26 février 1970)  | 6     |
| La Vie est une tragédie              | Spirou no 1705 (17 décembre 1970) | 5     |
| Le Névrosé                           | Spirou no 1733 (1er juillet 1971) | 6     |

## Traductions
- (es) Robin del Chopo : « El cocinero real », dans Strong (es) no 74, Ediciones Argos Juvenil, 19 mars 1971, p. 22-7[4].